# Logje
Logje este o localitate din comuna Kobarid, Slovenia, cu o populație de 64 de locuitori.